# Plasmid
Plasmid er et lille stykke enkelt- eller dobbelt-strenget DNA som i en bakterie eller encellet prokaryot kan kopieres uafhængigt af cellens replikation. Under bakteriel konjugation overføres et enkeltstrenget plasmid fra en donorcelle til en modtager, hvorefter hver enkeltstreng bliver resyntetiseret til et dobbeltsrenget plasmid i både donor og modtager. Et plasmid kan være cirkulært og kan for eksempel indeholde gener for antibiotikaresistens. Har en bakteriecelle dette plasmid er bakterien resistent. Bakterien kan kopiere og overføre plasmidet til andre bakterier så også de bliver antibiotikaresistente.
I molekylærbiologi kan mere eller mindre syntetiske plasmider anvendes til f.eks. at sekventere meget store mængder DNA.